# مرعي الكرمي
مرعي بن يوسف بن أبي بكر بن أحمد بن أبي بكر بن يوسف بن أحمد الكرمي (988 هـ - 1033 هـ / 1580م - 1624م)، علامة وإمام وفقيه مسلم، يُعد من كبار أئمة الحنابلة، ولد في مدينة طولكرم الفلسطينية، وهو محقق ومحدث ومفسر ومؤرخ، وباحث في الأدب والتاريخ، ويجيد الشعر والنثر واللغة. له عشرات المؤلفات.

## نشأته وحياته
ولد الشيخ مرعي الكرمي في مدينة طولكرم في فلسطين، في ربيع الأول عام 988 هـ، الموافق 1580م، ولقبه «زين الدين مرعي الكرمي». نشأ الكرمي في مدينته طولكرم، وتلقى في مدينته علومه على يد عدد كبير من العلماء والمشايخ، ولما اشتد عوده رحل إلى بيت المقدس ليأخذ عن علمائه فأقام مدة من الزمن لم يذكر المترجمون له مدتها. ثم رحل إلى مصر حيث الجامع الأزهر، وسكن مصر وبقي فيها حتى وفاته، وفي الأزهر استكمل دراسته وأخذ عن عدد من العلماء والمشايخ ثم تصدر للإقراء والتدريس والتأليف، وتولى المشيخة بجامع السلطان حسن في القاهرة.
مرعي الكرمي حفيده هو الشيخ يوسف بن يحيى الكرمي، وابن أخيه فهو الشيخ أحمد بن يحيى الكرمي، وحفيد أخيه يحيى هو الشيخ مصطفى بن يوسف الكرمي.

## شيوخه
أخذ الكرمي العلم عن: محمد بن أحمد المرداوي القاهري، والمفسر المحدث محمد بن حجازي بن محمد بن عبد الله الأكراوي الشافعي القلقشندي المعروف بمحمد حجازي، والإمام البارع الفرضي يحيى بن موسى بن أحمد بن موسى بن سالم بن عيسى الحجاوي المقدسي الدمشقي الصالحي القاهري، وأحمد بن محمد بن علي الغنيمي الأنصاري المصري الحنفي الخزرجي شهاب الدين.

## تلاميذه
محمد بن موسى بن محمد الجمَّازي الحسيني المالكي، وعبد الباقي بن عبد الباقي بن عبد القادر بن إبراهيم ابن عمر بن محمد البعلي الحنبلي الأزهري الدمشقي المعروف بابن فقيه فِصَّه، وابن أخيه أحمد بن يحيى بن يوسف بن أبي بكر بن أحمد بن أبي بكر بن يوسف بن أحمد الكرمي.

## مؤلفاته
له عشرات المؤلفات، وما يزيد عن سبعين مصنفًا.

### المطبوعة
- إحكام الأساس في قوله تعالى إن أول بيت وضع للناس.
- إرشاد ذوي العرفان لما للعمر من الزيادة والنقصان.
- أقاويل الثقات في تأويل الأسماء والصفات والآيات المحكمات والمتشابهات.
- بديع الانشاء والصفات في المكاتبات والمراسلات.
- بهجة الناظرين في آيات المستدلين.
- تحقيق البرهان في شأن الدخان الذي يشربه الناس الآن.
- تحقيق الخلاف في أصحاب الأعراف.
- تحقيق البرهان في إثبات حقيقة الميزان.
- تحقيق الرجحان في صوم يوم الشك من رمضان.
- دفع الشبهة والغرر عمن يحتج على المعاصي بالقدر.
- دليل الطالب لنيل المطالب: فقه حنبلي.
- الشهادة الزكية في ثناء الأئمة على ابن تيمية.
- غاية المنتهى في الجمع بين الإقناع والمنتهى.
- الفوائد الموضوعة في الأحاديث الموضوعة.
- قلائد المرجان في بيان الناسخ والمنسوخ من القرآن.
- الكواكب الدرية في مناقب المجتهد ابن تيمية.
- اللفظ الموطا في بيان الصلاة الوسطى.
- مسبوك الذهب في فضل العرب وشرف العلم على شرف النسب.

### المخطوطة
- اتحاف ذوي الألباب في قوله تعالى يمحو الله ما يشاء ويثبت وعنده أم الكتاب.
- إخلاص الوداد في صدق الميعاد.
- الأدلة الوفية بتصويب قول الفقهاء والصوفية.
- إرشاد ذوي الأفهام لنـزول عيسى عليه الإسلام.
- إرشاد من كان قصده لا إله إلا الله وحده.
- أرواح الأشباح في الكلام على الأرواح.
- أزهار الفلاة في آية قصر الصلاة.
- الأسئلة في مسائل مشكلة.
- إيقاف العارفين على حكم أوقاف السلاطين.
- البرهان في تفسير القرآن.
- بشرى ذوي الإحسان لمن يقضي حوائج الإخوان.
- بشرى من استبصر وأمر بالمعروف ونهى عن المنكر.
- تحسين الطرق والوجوه في قوله عليه السلام اطلبوا الخير عند حسان الوجوه.
- تحقيق الظنون في أخبار الطاعون.
- تحقيق المقالة هل الأفضل في حق النبي عليه الصلاة والسلام الولاية أو النبوة أو الرسالة.
- تسكين الأشواق بأخبار العشاق.
- تشويق الأنام إلى حجّ بيت الله الحرام . ولدي نسخة مخطوطة منه.
- تلخيص أوصاف المصطفى وذكر من بعده من الخلفاء.
- تنبيه الماهر على غير ما هو المتبادر من الأحاديث الواردة في الصفات.
- تنوير بصائر المقلدين في مناقب الأئمة المجتهدين.
- تهذيب الكلام في حكم أرض مصر والشام.
- توضيح البرهان في الفرق بين الإسلام والإيمان.
- توقيف الفريقين على خلود أهل الدارين.
- جامع الدعاء وورد الأولياء ومناجاة الأصفياء.
- الحجج البينة في إبطال اليمين مع البينة.
- الحكم الملكية والكلم الأزهرية.
- دليل الحكام في الوصول إلى دار السلام.
- دليل الطالبين لكلام النحويين.
- رسالة في السماع.
- رسالة فيما وقع في كلام الصوفيين من ألفاظ موهمة للتكفير.
- رفع التلبيس عمن توقف فيما كفر به إبليس.
- روض العارفين وتسليك المريدين.
- الروض النضر في الكلام على الخضر.
- رياض الأزهار في حكم السماع والأوتار والغناء والأشعار.
- السراج المنير في استعمال الذهب والحرير.
- سلوان المصاب بفرقة الأحباب.
- سلوك الطريقة في الجمع بين كلام أهل الشريعة والحقيقة.
- شفاء الصدور في زيارة المشاهد والقبور.
- غذاء الأرواح في المحادثة والمزاح.
- فتح المنان في تفسير آية الامتنان.
- فرائد الفكر في الإمام المهدي المنتظر.
- فم الوكاء في كلام سفيان من ألفاظ المهملات في التكفير.
- قرة عين الودود بمعرفة المقصور والممدود.
- قلائد العقيان في فضائل آل عثمان.
- قلائد العقيان في قوله تعالى: "إن الله يأمر بالعدل والإحسان".
- القول البديع في علم البديع.
- القول المعروف في فضائل المعروف.
- الكلمات البينات في قوله تعالى وبشر الذين آمنوا وعملوا الصالحات.
- لطائف المعارف.
- ما يفعله الأطباء والداعون لدفع شر الطاعون.
- محرك سواكن الغرام إلى حج بيت الله الحرام.
- المختصر في علم الصرف.
- مرآة الفكر في المهدي المنتظر.
- المسائل اللطيفة في فسخ الحج والعمرة الشريفة.
- المسرة والبشارة في فضل السلطنة والوزارة.
- مقدمة الخائض في علم الفرائض.
- منية المحبين وبغية العاشقين.
- نزهة المتفكر.
- نزهة الناظرين في تاريخ من ولي مصر من الخلفاء والسلاطين.
- نزهة الناظرين في فضائل الغزاة والمجاهدين.
- نزهة نفوس الأخيار ومطلع مشارق الأنوار.
- النادرة الغريبة والواقعة العجيبة.
- ديوان شعر.

## ثناء العلماء عليه
- قال محمد أمين المحبي: «أحد أكابر علماء الحنابلة بمصر، كان إماماً محدثاً فقيهاً ذا اطلاع واسع على نقول الفقه ودقائق الحديث ومعرفة تامة بالعلوم المتداولة».
- قال محمد جميل الشطي: «شيخ الإسلام أوحد العلماء الأعلام فريد عصره وزمانه ووحيد دهره وأوانه صاحب التآليف العديدة والتحريرات المفيدة العلامة بالتحقيق والفهامة بالتدقيق شرفت به البلاد المقدسة، كان فرداً من أفراد العالم علماً وفضلاً واطلاعاً».
- قال الشيخ محمد الغزي: «شيخ مشايخ الإسلام أوحد العلماء المحققين الأعلام واحد عصره وأوانه ووحيد دهره وزمانه صاحب التآليف العديدة والفوائد الفريدة والتحريرات المفيدة فهو العلامة بالتحقيق والفهامة عند التدقيق والتنميق، وقد أطال في الثناء عليه ومدحه إلى أن قال: قلت مادحاً لهذا الهمام: حوى السبق في كل المعارف ياله إمام همام حاز كل العوارف وقد صار ممنوحاً بكل فضيلة بظل ظليل بالعوارف وارف».
- قال ابن حميد: «العالم العلامة البحر الفهامة المدقق المحقق المفسر المحدث الفقيه الأصولي النحوي أحد أكابر علماء الحنابلة بمصر».
- قال عثمان النجدي: «كانت له اليد الطولى في معرفة الفقه وغيره».
- قال ابن بدران: «أحد أكابر علماء هذا المذهب بمصر».
- قال عمر رضا كحالة: «محدث فقيه مؤرخ أديب، أحد أكابر علماء الحنابلة».
- قال خير الدين الزركلي: «مؤرخ أديب من كبار الفقهاء».
- قال بكر أبو زيد: «العلامة الفقيه».

## وفاته
اتفق أكثر من ترجم لمرعي الكرمي على أن وفاته كانت بمصر في شهر ربيع الأول عام 1033 هـ، الموافق 1624م.

## وصلات خارجية
- مرعي الكرمي على موقع بوابة الشعراء
- مرعي الكرمي على موقع المكتبة المفتوحة (الإنجليزية)